# Грёзы о весне
«Грёзы о весне» (англ. A Dream of Spring) — будущий роман в жанре эпического фэнтези за авторством американского писателя Джорджа Р. Р. Мартина, седьмая и последняя часть саги «Песнь Льда и Огня». Предположительно эта книга будет опубликована не раньше, чем через два года после выхода «Ветров зимы».
На Worldcon 2019 Джордж Мартин объявил, что после «Ветров зимы» займётся написанием новой повести о Дунке и Эгге «Винтерфелльские волчицы», а потом закончит «Песнь Льда и Огня» романом «Грёзы о весне».

## Создание и будущая публикация
В 1999 году запланированная последняя книга серии «Песнь Льда и Огня» называлась «Время Волков», но в 2006 году Джордж Мартин объявил новое название седьмой книги — «Грёзы о весне». В марте 2012 года Мартин рассказал, что последние два романа книжного цикла ПЛИО покажут намного более северные края, чем предыдущие, и в них снова появятся Иные.
Мартин заранее придумал концовку книжной серии ПЛИО, и он не планирует её менять вплоть до написания седьмого романа. Рассказывая историю от начала и до конца, он не пытается сократить историю, чтобы уложиться в определённое количество томов. Джордж Мартин знает в общих чертах судьбу основных персонажей. Он пообещал «горько-сладкое завершение, в котором не все персонажи останутся в живых». Мартин надеется написать концовку, похожую на финал трилогии «Властелин колец», то есть удовлетворяющую и в то же время резонансную. С другой стороны Мартин старается избежать ситуации, схожей с финалом сериала «Остаться в живых», когда некоторые фанаты оказались разочарованы отсутствием подтверждения и объяснения ряда догадок.
В «Грёзы о весне» могут быть некоторые главы из романа «Ветра зимы». При этом в 2015 году Джордж Мартин опроверг слухи о том, что он работает над двумя книгами одновременно.
9 марта 2016 года Джордж Мартин в своем ЖЖ написал, что он возможно допишет книгу «Грёзы о весне» к 2020 году. Вместе с тем он понимал, что не успеет написать последнюю книгу перед выходом последнего сезона сериала «Игра престолов». 25 марта 2018 года Мартин рассказал, что «Грёзы о весне» будут закончены не раньше чем через два года после выхода «Ветров зимы», то есть не ранее 2020 года.
4 июля 2016 года Джордж Мартин заявил в интервью Entertainment Weekly, что книга «Грёзы о весне» может быть не последней в книжной серии «Песнь Льда и Огня». Однако 27 февраля 2017 года он написал в своём блоге, что надеется уложиться в семь томов
10 ноября 2018 года в интервью The Guardian Мартин рассказал, что после завершении работы над шестым томом займётся либо «Грёзами о весне», либо вторым томом «Пламени и крови», либо новым рассказом о Дунке и Эгге.
В июне 2021 года Мартин высказался о завершении сериала «Игра престолов», основанного на его работах. По словам литератора, он жалеет, что концовка сериала вышла раньше, чем книги. Мартин отметил, что намерен показать читателям своё видение развития истории, однако не упомянул точные сроки выхода новых частей.

## Адаптация
Мартин обещал начать работу над последней книгой ПЛИО после выхода восьмого сезона сериала «Игра престолов». Однако часть материала этой книги в черновом варианте была использована в седьмом сезоне.
Изначально планировалось завершить сериал так же, как «Песнь Льда и Огня», но в сентябре 2018 года Мартин заявил, что не исключает отличия концовок. Из выпуска Entertainment Weekly, вышедшего в ноябре 2018 года, стало известно, что после второго сезона сериала Мартин рассказал Дэвиду Бениоффу и Дэну Уайссу не только о судьбе всех персонажей, но и о финальной битве между людьми и армией мертвецов.